# 1955 au Yukon
Chronologie du Yukon
- 1951
- 1952
- 1953
- 1954
- 1955
- 1956
- 1957
- 1958
- 1959

Cette page concerne des événements d'actualité qui se sont produits durant l'année 1955 dans le territoire canadien du Yukon.

## Politique
- Commissaire : Wilfred George Brown (en) (jusqu'au 8 juin) puis Frederick Howard Collins (en)
- Législature : 16e puis 17e

## Événements
- Ouverture de la route Top of the World Highway.
- 28 septembre : Vingt-et-unième élection générale yukonnaise (en).

## Naissances
- Jerry Alfred, musicien.
- John Graham (en), militant.
- 4 août : Piers McDonald, premier ministre du Yukon.
- 25 novembre : Paulette Steeves (en), archéologique.
- 29 décembre : David Millar, députée territoriale de Klondike (1978-1985).